# أندرو وينتون
أندرو وينتون (بالإنجليزية: Andrew Winton)‏ هو كاتب أغاني ومغني أسترالي، ولد في 1 فبراير 1972.

## وصلات خارجية
- الموقع الرسمي
- أندرو وينتون على موقع ميوزك برينز (الإنجليزية)
- أندرو وينتون على موقع أول ميوزيك (الإنجليزية)
- أندرو وينتون على موقع ديسكوغز (الإنجليزية)